# Idiochlora thalassica
Idiochlora thalassica là một loài bướm đêm trong họ Geometridae.